# ゴールウェイ・フラー映画祭
ゴールウェイ・フラー映画祭 (ゴールウェイ・フラーえいがさい、英：Galway_Film_Fleadh、発音 [fʲlʲaː]発音 [fʲlʲaː]発音 [fʲlʲaː]; アイルランド語で「祭り」の意) は、ゴールウェイ芸術祭の一環として、1989年に創設された国際映画祭である。
アイルランドを代表する映画祭であると言われる、このイベントは、アイルランドのゴールウェイ市において例年７月に開催される。
2022年に, MovieMaker誌の米国の映画製作者、批評家、業界幹部で構成される委員団によって、"参加費に値する50の映画祭（50 Film Festivals Worth the Entry Fee）"に加えられた。

## 背景
本映画祭は、1989年にゴールウェイ芸術祭の一環として創設され、1995年に閉館するまでTemplate:クラダパレスにおいて開催されていた。  アイルランドの国内映画のプレミア上映の場として知られるようになったが、国際映画祭として外国映画の上映も行なっている。
この映画祭には、ゴールウェイ・フィルム・フェアが含まれており、そこでは進行中のプロジェクトを持つ映画製作者が多くの潜在的なプロデューサー、出資者、配給業者と出会うことができる集約的な映画市場となっている。
2006年に、ゴールウェイ・フラー映画祭では、 ジョン・カーニー監督の映画「Once」が初上映された。